# 밥 맥도넬
밥 맥도넬(Robert McDonnell, 1954년 6월 15일 ~ )은 미국의 정치인으로 제71대 버지니아주 주지사이다.

## 학력
- 노터데임 대학교 경영학과
- 보스턴 대학교 경영학과
- 리진트 대학교 법학과
- 리진트 대학교 공공정책학과

## 경력
- 1992.01 ~ 2006.01 제147·148·149·150·151·152·153대 버지니아주 제84선거구 하원의원
- 2006.01 ~ 2009.02 제44대 버지니아주 법무장관
- 2010.01 ~ 2014.01 제71대 버지니아주 주지사

## 역대 선거 결과
| 선거명      | 직책명                         | 대수  | 정당   | 득표율 | 득표수      | 결과 | 당락                     |
| ----------- | ------------------------------ | ----- | ------ | ------ | ----------- | ---- | ------------------------ |
| 1991년 선거 | 하원의원 (버지니아 제84선거구) | 147대 | 공화당 | 52.76% | 3,811표     | 1위  | 버지니아 주의원 당선     |
| 1993년 선거 | 하원의원 (버지니아 제84선거구) | 148대 | 공화당 | 64.45% | 6,904표     | 1위  | 버지니아 주의원 당선     |
| 1995년 선거 | 하원의원 (버지니아 제84선거구) | 149대 | 공화당 | 99.10% | 5,267표     | 1위  | 버지니아 주의원 당선     |
| 1997년 선거 | 하원의원 (버지니아 제84선거구) | 150대 | 공화당 | 98.53% | 10,105표    | 1위  | 버지니아 주의원 당선     |
| 1999년 선거 | 하원의원 (버지니아 제84선거구) | 151대 | 공화당 | 55.27% | 6,347표     | 1위  | 버지니아 주의원 당선     |
| 2001년 선거 | 하원의원 (버지니아 제84선거구) | 152대 | 공화당 | 98.13% | 10,727표    | 1위  | 버지니아 주의원 당선     |
| 2003년 선거 | 하원의원 (버지니아 제84선거구) | 153대 | 공화당 | 96.03% | 4,329표     | 1위  | 버지니아 주의원 당선     |
| 2005년 선거 | 버지니아 법무장관              | 44대  | 공화당 | 49.96% | 970,981표   | 1위  | 버지니아주 법무장관 당선 |
| 2009년 선거 | 버지니아 주지사                | 71대  | 공화당 | 58.62% | 1,163,651표 | 1위  | 버지니아 주지사 당선     |